# Université des patients
Pour les articles homonymes, voir UDP.
L'Université des patients (UdP) est une structure française de formation en santé et médecine créée en 2009 par la chercheuse et professeure Catherine Tourette-Turgis et abritée par Sorbonne Université à la Pitié-Salpêtrière (Paris). Sa particularité est de former et diplômer des « patients-experts » atteints de maladies chroniques, afin de valoriser leur savoir et leur expérience en tant que malades, et de les impliquer dans le conseil en parcours de santé.

## Histoire
L'Université des patients est créée en septembre 2009 par la psychothérapeute Catherine Tourette-Turgis, et est abritée par la Faculté de médecine de l'Université Pierre-et-Marie-Curie (aujourd'hui Sorbonne Université) à la Pitié-Salpêtrière (Paris). Sa fondatrice Catherine Tourette-Turgis, également professeure et chercheuse, est une pionnière de l'accompagnement des malades atteints du sida,.  
Cette structure propose des formations diplômantes (DU, master, doctorat) à des patients atteints de maladies chroniques, afin de valoriser leur savoir et leur expérience en tant que malades. Le but de la formation est d'en faire des « patients-experts » pouvant alors conseiller les professionnels de santé et les autres malades, ou monter des projets associatifs,.  

## Profils des étudiants
Les formations sont ouvertes aux actuels et anciens malades, notamment ceux touchés par des maladies chroniques, ainsi qu'aux personnels de santé. À ses débuts, l'Université des patients comptait environ 30 % de patients pour 70 % de soignants dans ses classes, proportion qui s'est inversée avec le temps.
La plupart des malades étudiant dans cette université bénéficient d’une pension d'invalidité ou perçoivent les minima sociaux, et sont donc parfois en situation de précarité ou d'isolement social.
Entre 2009 et 2019, 180 patients ont été diplômés dans cette université.

## Formations
Trois diplômes universitaires sont proposés aux étudiants : éducation thérapeutique du patient, démocratie sanitaire et accompagnement du patient en cancérologie. Une dizaine de pathologies sont représentées, dont le cancer, le sida et le diabète.
Beaucoup des cours proposés ne sont pas des cours magistraux en amphithéâtre, mais se déroulent dans de petites salles où la participation des élèves est primordiale,.
Les formations proposées permettent aux élèves de se confronter aux problèmes que rencontrent les professionnels de santé, comme le manque de temps et l’obligation de résultat. Elles leur permettent également de revisiter l'histoire de leurs pathologies. Une fois diplômés, certains d'entre eux peuvent devenir « patients partenaires » dans des unités de soins.